# Cathrin Vaessen
Cathrin Vaessen (* 23. Dezember 1962 in Hattingen) ist eine deutsche Schauspielerin und Synchronsprecherin.
Cathrin Vaessen arbeitete vor der Schauspielerei als DJ, Kellnerin und Plattenverkäuferin. Sie nahm Schauspielunterricht bei der Schauspiellehrerin Else Bongers.
Am 8. Mai 1998 bekam sie einen Sohn. Von dem Vater des Kindes, Gitarrist Uwe Hassbecker, lebt sie getrennt.
Ihre wohl bekannteste Rolle spielte Vaessen bei der RTL-Soap Gute Zeiten, schlechte Zeiten, wo sie vom 11. November 1999 (Folge 1854) bis Oktober 2000 Franziska Bohlstädt verkörperte.

## Filmografie
- 1986: Der Drücker
- 1986: Der Prinz
- 1989: Radiofieber
- 1990: Alles Paletti
- 1990: Bei mir liegen Sie richtig
- 1990: Der doppelte Nötzli
- 1991: Tatort: Wer zweimal stirbt (Fernsehreihe)
- 1992: Andere Umstände
- 1993: Ein unvergeßliches Wochenende… in Venedig
- 1995: Im Sog des Bösen
- 1998: Unhappy End
- 1999–2000: Gute Zeiten, schlechte Zeiten
- 2001: Birth:day (Kurzfilm)

### Synchronrollen (Auswahl)
Quelle: Deutsche Synchronkartei
- Anna Friel in Mit oder ohne – Was Männer haben sollten als Bronagh
- Barbara Anderson in Kobra, übernehmen Sie als Mimi Davis (Fernsehserie)
- Betsy Lynn George in Doppelspiel mit dem Tod als Lisa
- Brioni Farell in The Devlin Connection als Angelique Coulomb (Fernsehserie)
- Brooke Smith in American Horror Story – Asylum als Dr. Gardner (Fernsehserie)
- Cameron Diaz in She’s the One – Traumfrau mit Haken als Heather Davis
- Dina Meyer
  - in Starship Troopers als Dizzy Flores
  - in Monk als Sally Larkin (Fernsehserie, 2. Synchro)
  - in Saw – Wessen Blut wird fließen? als Kerry
  - in Saw 2 – Das Spiel geht weiter als Kerry
  - in Saw 3 – Hast du das Leben verdient? als Kerry
  - in Saw 4 – Sterben war gestern als Kerry
  - in Fatal Secrets – Schuld und Vergeltung als Julia
  - in The Glades als Patricia Dixon (Fernsehserie)
- Dolly Wells in Bridget Jones – Schokolade zum Frühstück als Woney
- Felicity Huffman in Heart of Justice – Tag der Rache als Annie
- Hilda Brawner in Gnadenlose Stadt als Ruby Redd (Fernsehserie, Synchro 1990–1992)
- Janeane Garofalo
  - in Cold Blooded – Die Romantik lebt... noch! als Honey
  - in 200 Cigarettes – Eine Nacht in New York als Ellie
- Kate Vernon in Mord ist ihr Hobby als Connie Norton (Fernsehserie, 2. Synchro für RTL im Jahr 1990)
- Kelly Hu in X–Men 2 als Yuriko Oyama/Deathstrike
- Marie Trintignant in Jenseits aller Regeln als Lambert
- Mariska Hargitay in Seinfeld als Melissa Shannon (Fernsehserie)
- Nadine Marissa in Better Call Saul als Vertragsverwalterin (Fernsehserie)
- Nicola Walker in Scott & Bailey als Helen Bartlett (Fernsehserie)
- Olivia Negron in Labyrinth der Lügen als Sally Villa
- Rachael Harris
  - in Best in Show als Robin
  - in New Girl als Tanya Lamontagne (Fernsehserie)